# Isaac Kashdan
Isaac Kashdan (19. listopadu 1905, New York City – 20. února 1985, Los Angeles) byl americký šachový velmistr a šachový spisovatel. Dvakrát vyhrál americký šachový šampionát (1938 a 1947), celkem pětkrát se zúčastnil šachové olympiády. Získal zde pět individuálních medailí. Na všech olympiádách, kterých se zúčastnil, získal alespoň bronzovou medaili v individuální kategorii. V týmové kategorii pak získal 2 zlaté medaile, jednu stříbrnou a 1 bronzovou. Jeho úspěšnost výhry na šachové olympiádě dosahuje 79,7 procenta, což je čtvrtá nejvyšší úspěšnost na světě.
V Evropě byl nazýván 'der kleine Capablanca', protože dokázal zvítězit i v pozicích, které byly zdánlivě remízové. Alexandr Aljechin jej označil jako nejpravděpodobnějšího šachistu, který jej nahradí jako mistr světa. Kashdan se však od šachu oddálil kvůli nedostatku financí a velké hospodářské krizi, která přišla právě v té době, když měl Kashdan svá nejlepší šachová léta ještě před sebou. Aby finančně podporoval svou rodinu, začal tehdy pracovat jako pojišťovací agent.

## Život
Narodil se 19. listopadu roku 1905 v New Yorku, a to do židovské rodiny. Ve dvacátých letech 20. století navštěvoval City College of New York.

### Šachové olympiády
Celkem pětkrát reprezentoval Spojené státy na šachové olympiádě, a to v letech 1928, 1930, 1931, 1933 a 1937.
V roce 1928 na druhé šachové olympiádě v Haagu hrál Kashdan na první šachovnici. Z patnácti partií jich vyhrál dvanáct, jednu zremizoval a dvě prohrál. Od dva roky později hrál v Hamburku Kashdan na třetí šachové olympiádě také na první šachovnici, ze 17 partií jich vyhrál znovu dvanáct, jednu zremizoval, ostatní pak prohrál. O rok později na čtvrté šachové olympiádě, která se konala v Praze hrál Kashdan zase na první šachovnici. Osm partií vyhrál, jednu prohrál a osm jich zremizoval. O další dva roky později hrál Kashdan na páté šachové olympiádě znovu na první šachovnici. Tehdy sedmkrát vyhrál, jednou prohrál a šest z jeho celkových 15 partií skončilo remízou. V roce 1937 hrál Kashdan na 7. šachové olympiádě, tentokrát na třetí šachovnici. Třináct partií vyhrál, jednu prohrál a dvě zremízoval. Tento výsledek, tedy skóre 14 z 16 byl nejlepší z celé této olympiády.
Jeho úspěšnost výhry na olympiádách je 79,7 % (52 partií vyhrál, pět prohrál a 22 skončilo remízou), což je nejvíce ze všech amerických šachistů, kteří se zúčastnili alespoň čtyř šachových olympiád. Na těchto olympiádách vyhrál čtyři týmové medaile, tři byly zlaté (1931, 1933, 1937) a jedna stříbrná (1928). Vyhrál také pět individuálních medailí, dvě z toho byly zlaté (1928, 1937), jedna byla stříbrná (1933) a dvě bronzové (1930, 1931).
Ze všech šachistů, kteří hráli na více než čtyřech šachových olympiádách má Kashdan čtvrtý nejvyšší úspěšnost výhry a je tak za Mikhailem Talem, Anatolijem Karpovem a Tigranem Petrosjanem.

### Úspěchy v Evropě a Americe
V roce 1930 skončil Kashdan na turnaji ve Franfurktu druhý, hned za Aaronem Nimcovičem. Ve stejném roce prohrál skórem 2,5 : 3,5 ve Stockholmu zápas proti Göstovi Stoltzemu, avšak v Gyoru porazil se skórem 5 : 4 australského Lajose Steinera. V New Yorku pak porazil v zápase skórem 3 : 0 Charlese Jaffeho.
Na turnaji v New Yorku v roce 1931 skončil Kashdan s 8,5/11 body na druhém místě za José Raúlem Capablancou. V tomto roce skončil s 13,5/26 body v Bledu na 4.–7. místě. Tento turnaj vyhrál Aljechin, který zde ani jednou neprohrál. V Hastings v tomto roce skončil jen o půl bodu se 7,5/9 bodů za Čechoslovákem Salo Flohrem, když třikrát remizoval, ale ani jednou neprohrál.
V roce 1932 skončil v Mexiku City s 8,5 body společně s Aljechinem na prvním místě. V Pasadeně pak skončil s 7,5/11 body na druhém místě znovu za Aljechinem. V Londýně pak skončil Kashdan na třetím až čtvrtém místě, když dosáhl sedmi z jedenácti bodů. Tento turnaj vyhrál Aljechin. V Syrakusech v roce 1934 skončil Kashdan s 10,5/14 body druhý. Vítězem se stal Samuel Reshevsky.
V Chicagu v roce 1934 skončil na americkém otevřeném mistrovství s 4,5/9 body ve finále. Nakonec skončil 5. až 6., přičemž turnaj vyhráli Samuel Reshevsky a Reuben Fine. Na stejném turnaji skončil v Milwaukee o rok později na třetím místě, když dosáhl 6,5 z 10 bodů. Tento turnaj vyhrál Reuben Fine.

### Rozhodčí, trenér a spisovatel
Titul velmistra získal Kashdan v roce 1954, v roce 1960 se pak stal mezinárodním rozhodčím. V roce 1960 vedl americký tým na šachové olympiádě v Lipsku. Tým nakonec skončil stříbrný. Spisovatel Frank Brady o Kashdanovi napsal: „Nejcennějším členem týmu byl ten hráč, který nehrál, tedy Isaac Kashdan. Jako týmový kapitán přinesl našim hráčům jedinečné znalosti nejen o komplikacích v mezinárodním šachu, ale jeho nadšení a vzpomínky z třicátých let ostatní hráče motivovalo a vedlo tak týmovému úspěchu.“
V roce 1933 založil Kashdan společně s Izraelem Horowitzem šachový časopis Chess Review, který byl v roce 1969 zakoupen šachovou federací Spojených států. Kashdan byl v letech 1955 až 1982 přispěvatelem do šachové rubriky Los Angeles Times, poté, co utrpěl mozkovou mrtvici.
Jako rozhodčí se zúčastnil mnoha turnajů, mezi ně patří dva Pjatigorskijho poháry, a to v letech 1963 v Los Angeles a v roce 1966 v Santa Monice. Pomohl zorganizovat sérii turnajů Lone Pine. Později působil jako viceprezident šachové federace Spojených států.

## Herní styl
Šachoví spisovatelé Arnold Denker a Larry Parr píšou v knize The Bobby Fischer I Knew And Other Stories, že Kashdan byl mocným taktikem, avšak píší, že jeho skutečná síla spočívala v koncovkách, obzvlášť když měl dvojici střelců. Kvůli velké hospodářské krizi ve třicátých letech přestal Kashdan hrát pravidelně, což vedlo k jeho postupnému odchodu ze světové špičky.

## Rodina
Kvůli tomu, že jedno z Kashdanových dětí trpělo vážnými zdravotními problémy se kvůli lepším klimatickým podmínkám rodina ve 40. letech přestěhovala do Los Angeles.
Jeho jediný stále žijící syn, Richard Kashdan žije (k 2010) v San Franciscu. Pod svou přezdívkou Mark Bernay je znám v hackerských, ale hlavně v kruzích okolo téma phreakingu. Pod svou přezdívkou udržuje archiv „telefonních výletů“; nahrávky dokumentující cestování po Spojených státech během šedesátých a začátkem sedmdesátých let s cílem prozkoumat místní telefonní ústředny. Sleduje dění v šachovém světě, ale závodně šachy nehraje.